# Jelena Amirowa
Jelena Amirowa (ros. Елена Амирова; ur. 1 maja 1976) – rosyjska szablistka reprezentująca Azerbejdżan, dwukrotna medalistka mistrzostw świata.
Podczas mistrzostw świata w Lizbonie w 2002 roku reprezentantki Azerbejdżanu w składzie: Jelena Amirowa, Jelena Żemajewa, Anżeła Wołkowa i Żanna Siukajewa zdobyły brązowy medal w turnieju drużynowym. Wynik ten powtórzyła na rozgrywanych rok później mistrzostwach świata w Hawanie.
Nigdy nie wzięła udziału w igrzyskach olimpijskich.
Zdobyła również brązowe medale drużynowo na mistrzostwach Europy w Moskwie (2002) i mistrzostwach Europy w Bourges (2003).